# Aspera Hiems Symfonia
Aspera Hiems Symfonia (latinski: "Simfonija grube zime") debitantski je studijski album norveškog avangardnog metal sastava Arcturus. Diskografska kuća Ancient Lore Creations objavila ga je 3. lipnja 1996. godine. 

## O albumu
Aspera Hiems Symfonia jedini je black metal album koji je Arcturus objavio, iako i dalje sadrži mnogo eksperimentalnih elemenata koje je proširio na kasnijim uradcima, na kojima se posve posvetio avangardnom i progresivnom metalu. Četiri pjesme na albumu ponovno su snimljene inačice pjesama s EP-a Constellation, dok su ostale četiri nove pjesme.
Glazbu na albumu čini atmosferični black metal relativno sporijeg tempa. Produkcija je lo-fi, a tekstovi pjesama govore o prirodi, zimi, alkemiji, astronomiji, kao i o vikinškom folkloru i mitologiji.

## Ponovna objava
Godine 2002. album je remasteriran, kao i EP-ovi My Angel i Constellation objavljeni prije njega. Ponovno je objavljen u inačici s dvama diskovima, i to pod imenom Aspera Hiems Symfonia/Constellation/My Angel; ta verzija uratka sadrži i dvije prethodno neobjavljene pjesme, "The Deep Is the Skies" i "Cosmojam" na početku drugog diska. Remasterirana inačica snažnijeg je i čišćeg zvuka i na njoj su objavljeni mnogi elementi glazbe niske frekvencije izgubljeni u izvornom masteringu.
Iako knjižica albuma CD-a tvrdi da Arcturus nije ponovno snimao ni jednu pjesmu, određene su glazbene dionice različite od izvorno objavljene inačice albuma. Među njima su dionice s čistim vokalima u pjesmama "Wintry Grey", "Naar kulda tar" i "Raudt og svart". Prvotne je sintesajzerske dionice na početku pjesme "The Bodkin & the Quietus" zamijenila slična, ali djelomično složenija solodionica na gitari. Moguće je da ti dijelovi nisu ponovno snimljeni i da su na album uvršteni iz različitih, neobjavljenih snimki izvornog materijala.

## Popis pjesama
Tekstovi i glazba: Arcturus. 
| 1.    | »To Thou Who Dwellest in the Night«                | 6:46 |
| 2.    | »Wintry Grey«                                      | 4:34 |
| 3.    | »Whence & Whither Goest the Wind«                  | 5:15 |
| 4.    | »Raudt og svart«                                   | 5:50 |
| 5.    | »The Bodkin & the Quietus (...To Reach the Stars)« | 4:36 |
| 6.    | »Du nordavind«                                     | 4:00 |
| 7.    | »Fall of Man«                                      | 6:06 |
| 8.    | »Naar kulda tar (frostnettenes prolog)«            | 4:21 |
| 41:28 |                                                    |      |

## Recenzije
Bryan Reesman iz AllMusica uratku je dao četiri zvjezdice od njih pet i napisao: "Aspera je energičan album dupkom pun brzih rifova, zlokobnih skandiranja i zavijanja, kao i odličnih, zloslutnih atmosfera." Nazvao ga je "jednim od najboljih metal albuma svih vremena."
Gunnar Claussen iz Babyblaue Seitena dao mu je deset od petnaest bodova i komentirao je da Aspera Hiems Symfonia zvuči "zimski, žestoko [...] i, naravno, simfonijski". Međutim, izjavio je da pjesmama katkad nedostaje struktura i dramaturgija. Wolf-Rüdiger Mühlmann iz Rock Harda istaknuo je da je glazba na albumu elegantna. Sam ga je časopis uvrstio u popis "250 black metal albuma za koje biste trebali znati".

## Zasluge
| Arcturus - Garm – vokali - August – gitara - Sverd – klavijature - Hellhammer – bubnjevi | Dodatni glazbenici - Skoll – bas-gitara Ostalo osoblje - Craig Morris – masteriranje - Kristian Romsøe – miksanje - Christophe "Volvox" Szpajdel – logotip |